# Внешняя политика Индонезии
С первых лет государственности в качестве основных принципов внешней политики Индонезии декларируются независимость и активность, а также равноудалённость от конфронтационных блоков. В 1950-е годы Джакарта была в числе основных инициаторов создания Движения неприсоединения и до настоящего времени остаётся одним из наиболее активных его участников (в 1991—1995 годах председательствовала в Движении). При этом, если для периода президентства Сукарно было характерно сближение страны с СССР и другими странами социалистического блока, то после 1965 года был взят курс на плотное политическое и экономическое партнёрство с Западом. Если с СССР и после 1965 года сохранялись полноценные дипломатические отношения и осуществлялись систематические контакты в различных сферах, пусть и на менее интенсивном уровне, чем до того, то связи с Китаем были полностью заморожены: обвинив КНР в пособничестве попытке государственного переворота 30 сентября 1965 года, правительство Сухарто разорвало с ней дипломатические отношения (восстановлены в 1990 году) и прервало контакты в политической, экономической и культурной областях.
Помимо этого, с середины 1960-х годов важнейшее место в шкале внешнеполитических приоритетов Индонезии занимает региональное сотрудничество. В 1967 году при инициативной роли Индонезии была создана Ассоциация государств Юго-Восточной Азии (АСЕАН) — с тех пор она неизменно остаётся неформальным лидером этой организации, выступая за активизацию интеграционных процессов, развитие новых форм внутриасеановского сотрудничества и взаимодействия Ассоциации с партнёрами за пределами Юго-Восточной Азии — в частности, в рамках Регионального форума АСЕАН (АРФ) и различных диалоговых механизмов. Также заметна роль Джакарты в других многосторонних структурах Азиатско-Тихоокеанского региона, в том числе АТЭС, СВМДА, Диалоге по сотрудничеству в Азии.

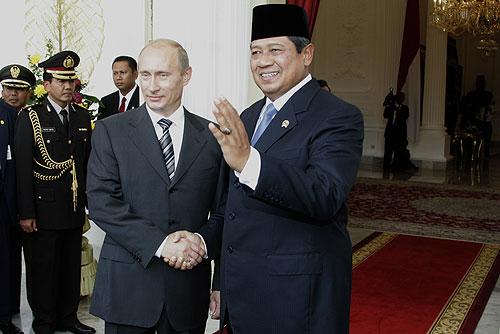
Встреча С. Б. Юдойоно с В. В. Путиным. Джакарта, 6 сентября 2007 года

Основной целью международной деятельности Джакарты в настоящее время являются создание благоприятных внешних условий для социально-экономического развития Индонезии, её становления как демократической умеренно-мусульманской страны, а также содействие построению многополярного мироустройства. Традиционно активной является её позиция в пользу ядерного разоружения и мирного урегулирования региональных конфликтов: Джакарта, в частности, оказывала активные посреднические услуги в процессе внутрикамбоджийского урегулирования (1989—1991 годы), выступала с миротворческими инициативами в контексте урегулирования пограничного спора между Камбоджей и Таиландом (2011 год), с 1960-х годов активно участвует в миротворческой деятельности ООН (подробнее см. раздел «Вооружённые силы»). С конца XX века особую актуальность для индонезийцев приобрели задачи противодействия изменению климата и борьбы с терроризмом.
Следуя этим установкам, Индонезия активно участвует в работе Организации Объединённых Наций, периодически ставя вопрос о предоставлении ей статуса постоянного члена Совета Безопасности, «Группы двадцати», Организации исламская конференция, других международных организаций и форумов. Они же определяют приоритеты страны в двусторонних отношениях с иностранными государствами. Ключевыми зарубежными партнёрами Индонезии уже несколько десятилетий являются США, Япония, страны АСЕАН и Евросоюза. Вместе с тем, с конца 1990-х годов взят курс на диверсификацию внешних связей. В частности, предпринимались серьёзные усилия по укреплению отношений с Россией — в 2003 году с визитом в Москве побывала Мегавати Сукарнопутри, в 2006 году — Юдойоно, в 2007 году В. В. Путин посетил Джакарту.